# 게일 오그레이디
게일 오그레이디(Gail O'Grady, 1963년 1월 23일 ~ )는 미국의 배우이다.

## 출연 작품

### 영화
- 결혼의 조건
- 배스킷 히어로
- 듀스 비갈로

### 텔레비전
- 치어스
- 제시카의 추리극장
- 뉴욕경찰 24시
- 테일후크 스캔들
- 영원한 것은 없다
- 앨리 맥빌
- 탐정 몽크
- 두 남자와 1/2
- 히든 팜스
- 탐정 몽크
- CSI: 과학수사대
- 라스베가스 (드라마)
- 보스턴 리걸
- 멘탈리스트 (드라마)
- CSI: 마이애미
- 위기의 주부들
- 고스트 위스퍼러
- 트루 잭슨
- CSI: 뉴욕
- 포가튼 (드라마)
- 체인지 디바
- 헬캣츠
- 네세서리 러프니스
- 하와이 파이브-0
- 캐슬 (드라마)
- 메이저 크라임
- 크레이지 원스
- 리벤지 (드라마)
- 코드 블랙
- 프레시 오프 더 보트
- 크리미널 마인드